# Macrobrochis interstitialis
Macrobrochis interstitialis là một loài bướm đêm thuộc phân họ Arctiinae, họ Erebidae.